# 横浜市立南神大寺小学校
横浜市立南神大寺小学校（よこはましりつみなみかんだいじしょうがっこう）は神奈川県横浜市神奈川区神大寺にある公立小学校。

## 沿革
出典
- 1974年（昭和49年）4月1日 - 横浜市立南神大寺小学校として新設開校。開校時点の職員数は22名、児童数385名、学級数12。
- 1975年（昭和50年）
  - 9月11日 - 体育館完成。
  - 10月11日 - 校歌と校章が制定され、記念式典挙行。
- 1976年（昭和51年）4月27日 - プール完成。
- 1978年（昭和53年）12月 - 創立5周年記念誌発刊。
- 1983年（昭和58年）10月8日 - 創立10周年記念「しいのきまつり」開催。創立10周年記念式典挙行し、記念誌「神大寺30話」を発刊。
- 1986年（昭和61年）5月 - 学習広場竣工披露式典挙行。
- 1987年（昭和62年）9月14日 - 特殊学級学習室とプレールームを新設。
- 1988年（昭和63年）10月 - 創立15周年記念「風船とばし集会」開催、並びに「交歓給食」実施。
- 1990年（平成2年）9月 - 給食室工事完成。
- 1993年（平成5年）10月23日 - 創立20周年記念式典挙行し、祝賀会開催。記念誌「しいのきの丘」発刊。
- 1995年（平成7年）1月16日 - この日から1月25日まで、	体育館耐震工事実施。
- 1997年（平成9年）6月9日 - はまっ子ふれあいスクール開校式挙行。
- 1999年（平成11年）7月5日 - この日から10月4日まで、校舎耐震補強工事実施。
- 2000年（平成12年）
  - 7月26日 - 視聴覚室に、コンピュータ設置工事実施。
  - 10月18日 - インターネット回線設置工事実施。
  - 10月 - 「南でも神でもワールド」開始。
- 2001年（平成13年）
  - 8月9日 - トイレ改修工事実施。
  - 12月25日 - 音楽室と3階多目的教室のフローリング工事実施。
- 2002年（平成14年）2月 - 校庭整備工事終了。
- 2003年（平成15年）
  - 8月 - 創立30周年的当て板完成。
  - 10月 - 南神大誕生祭（創立30周年を祝う児童集会）開催。
  - 11月 - 創立30周年記念式典挙行。
- 2004年（平成16年）7月 - 校舎外壁改修。
- 2005年（平成17年）3月 - 緊急校内連絡システムと職員玄関テレビドアホン電気錠をそれぞれ設置。
- 2006年（平成18年）
  - 3月 - 地域交流室の設置。
  - 10月 - 南神大寺学援隊の活動開始。同月、ネットデイ実施。
- 2007年（平成19年）11月 - 西門～昇降口に防犯ビデオカメラ設置。
- 2008年（平成20年）3月 - 防犯行政用デジタル移動無線設置。
- 2010年（平成22年）8月 - 視聴覚室の床を張り替え。
- 2011年（平成23年）7月 - 音楽室にエアコン設置。同月、校庭に花壇設置。
- 2012年（平成24年）7月 - 給食室・図工室の床を改修。
- 2013年（平成25年）
  - 9月 - 教室にエアコン設置。
  - 11月 - 創立40周年お祝い集会開催。
- 2014年（平成26年）
  - 2月 - 創立40周年記念新聞発行。
  - 4月 - 図書室電算化開始。
  - 7月 - 給食室配管工事実施。
- 2015年（平成27年）5月 - 学習広場めだか池を改修。
- 2017年（平成29年）3月 - 多目的トイレ、トイレ洋式化工事実施。エレベーター設置。
- 2019年（平成31年・令和元年）
  - 1月 - 特別教室にエアコン設置。
  - 8月 - 校内照明LED化完了。
- 2020年（令和2年）4月 - 放課後キッズクラブ開設。

## 通学区域と進学先中学校
出典　

### 通学区域
- 神奈川区
  - 神大寺1丁目（1番～40番）
  - 神大寺2丁目（1番～9番、11番、12番33号、14番24号、22番、23番1号～23番6号、32番3号～33番、38番～40番）

### 進学先中学校
- 横浜市立松本中学校

## アクセス
出典
- 横浜市営地下鉄ブルーライン片倉町駅から徒歩13分。
- 横浜市営バス
  - 「36」・「82」の各系統で、「神奈川土木事務所前」バス停か、「神大寺」バス停下車後、徒歩5分。
  - 「35」・「50」の各系統で、「グリーンヒル三ツ沢」バス停下車後、徒歩5分。

## 学校周辺
- 南神大寺団地 - 敷地が隣接。
- 学校法人北村文化学園神大寺幼稚園 - 横浜市道をはさんで、敷地が隣接。
- 神奈川土木事務所
- かながわ地域活動ホームほのぼの
- 横浜市神大寺地区センター
- このほか、中小規模のマンション・アパート等も点在する。